# Municipio de Starr (Ohio)
El municipio de Starr (en inglés: Starr Township) es un municipio ubicado en el condado de Hocking en el estado estadounidense de Ohio. En el año 2010 tenía una población de 1560 habitantes y una densidad poblacional de 16,32 personas por km².

## Geografía
El municipio de Starr se encuentra ubicado en las coordenadas 39°26′10″N 82°20′31″O / 39.43611, -82.34194. Según la Oficina del Censo de los Estados Unidos, el municipio tiene una superficie total de 95.59 km², de la cual 94,84 km² corresponden a tierra firme y (0,78 %) 0,74 km² es agua.

## Demografía
Según el censo de 2010, había 1560 personas residiendo en el municipio de Starr. La densidad de población era de 16,32 hab./km². De los 1560 habitantes, el municipio de Starr estaba compuesto por el 96,79 % blancos, el 0,77 % eran afroamericanos, el 0,83 % eran amerindios, el 0,13 % eran asiáticos, el 0,32 % eran de otras razas y el 1,15 % eran de una mezcla de razas. Del total de la población el 0,45 % eran hispanos o latinos de cualquier raza.